# Maucha Rezső
| Maucha Rezső. Magyar Életrajzi Lexikon. OSZK. MEK | Maucha Rezső. Magyar Életrajzi Lexikon. OSZK. MEK |
| Kattints az alábbi külső linkek egyikére!         | Kattints az alábbi külső linkek egyikére!         |
| ------------------------------------------------- | ------------------------------------------------- |
| Nem található szabad kép.(?)                      |                                                   |
| külső link · jogvédett                            | Maucha Rezső                                      |

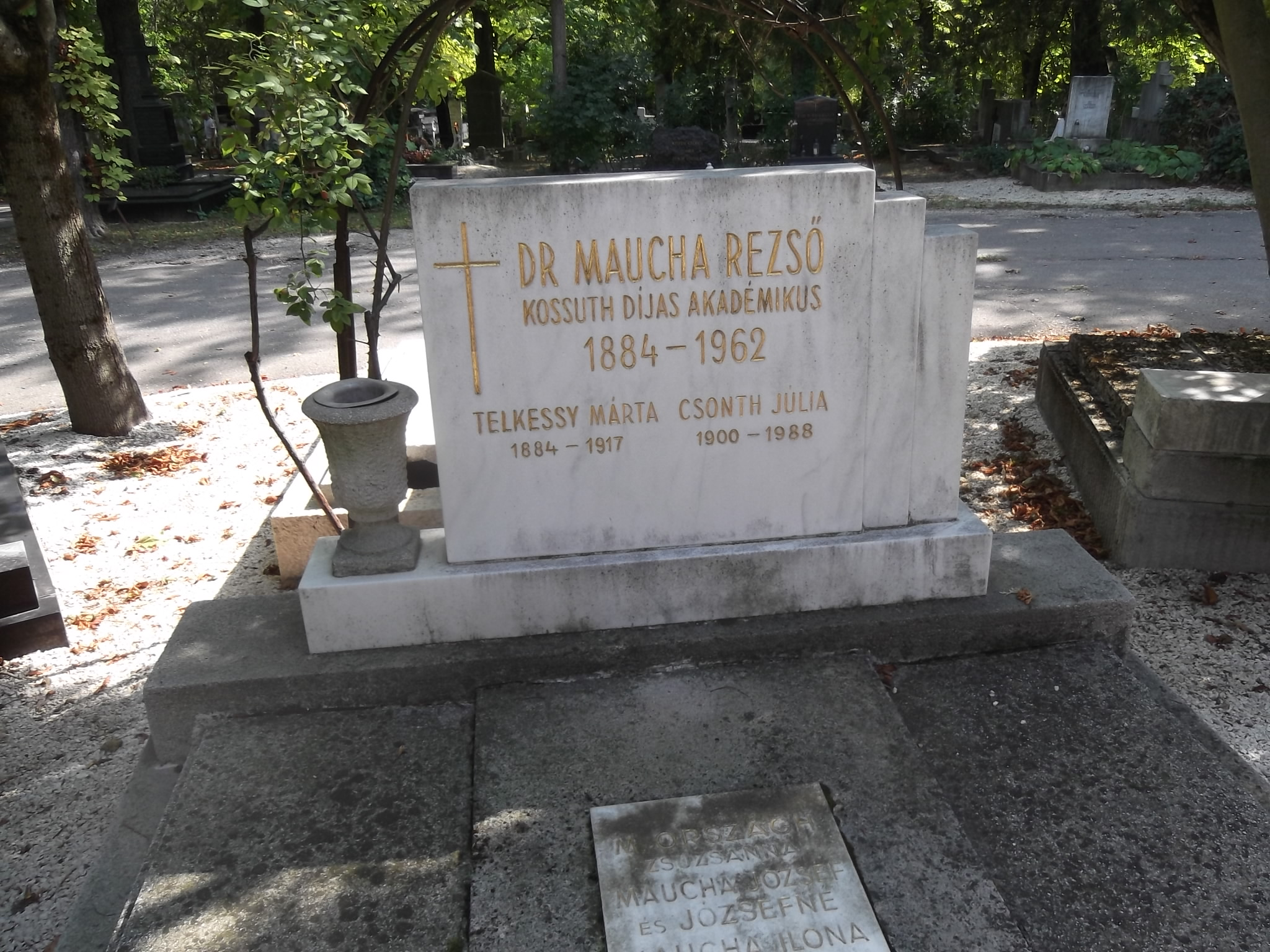
Maucha Rezső sírja a Farkasréti Temetőben

Maucha Rezső (Budapest, 1884. szeptember 19. – Budapest, 1962. január 19.) kémikus, hidrobiológus, limnológus, az MTA tagja.

## Életpályája
Egyetemi tanulmányait a Budapesti Tudományegyetem természetrajz–kémia szakán végezte. 1909-ben doktorált. 1932-ben a budapesti egyetemen magántanár lett, 1943-ban egyetemi nyilvános rendkívüli tanári címet kapott. 1945-ben nyugdíjba ment, de az intézetben továbbra is dolgozott.
1907-ben az akkori Halélettani és Szennyvíztisztító Kísérleti Állomásra (később: Haltenyésztési Kutató Intézet, jelenleg: Halászati és Öntözési Kutatóintézet) került, melynek 1933-tól 1952-ig igazgatója volt.
A Magyar Tudományos Akadémia vízkémiai, hidrobiológiai kutatási eredményei alapján 1943-ban levelező, 1954-ben pedig rendes tagjává választotta.
1956-tól haláláig a Nemzetközi Limnológiai Társaság alelnöke.

## Munkássága
Tovább fejlesztette Winkler Lajos vízelemzési módszereit. Erről írta egyetlen nagyobb kötetét magyarul 1929-ben, illetve 1932-ben németül is megjelent ugyanerről a témakörről.
Elsősorban azonban kisebb kötetei, magyarul és németül írt tanulmányai révén gyakorolt hatást a hazai és külföldi tudományos életre.
Ő honosította meg Magyarországon a produkciós biológia, a vízi közösségi biológia (idetartozik a vízi szervesanyag-forgalom vizsgálata is) és a tótípustan témakörét, nemzetközileg is kiemelkedő eredményeket érve el ezeken a területeken.
Vízkémiai vizsgálati módszereit külföldön is alkalmazták.

## Díjak
Munkásságát 1954-ben Kossuth-díjjal jutalmazták.

## Művei
- Tanulmány az oldáshőről. Budapest : Pallas Ny., 1909
- Az ipari szennyvizek és azok hatása a halakra. II. közlemény. Ammóniumszódagyári szennyvizek. Kisérletügyi közlemények, 1912. 3. sz. 509-532. p.
- Winkler Lajos vízvizsgáló módszereinek alkalmazása a limnológiában. Budapest : Országos Halászati Egyesület, 1929
- Maucha Rezső (Winkler W. Lajossal közösen): Hydrochemische Methoden in der Limnologie: mit besonderer Berücksichtigung der Verfahren. Stuttgart : E. Schweizerbart, 1932
- Graphische Darstellung von Wasseranalysen. Hidrológiai Közlöny. 1933. 117-124. p.
- Über einige kosmische Faktoren der Phytoplankton-Production. Archiv für Hydrobiologie. 1937. 434-461. p.
- A vízi élettér egyensúlya. A Magyar Biológiai Kutatóintézet Munkái. 1942. 192-230. p.
- Újabb szempontok a vizek termelőképességének megállapítására. Magyar Kémikusok Lapja. 1947. 17. sz. 293-297. p.; 1947. 18. sz. 324-329. p.
- A helyszíni kémiai vízvizsgáló módszerek alapelvei. Budapest : Akadémiai Kiadó, 1953 Budapest : Akadémiai Ny. 489-496. p.
- A vizek produkciós-biológiája és a halászat. A Magyar Tudományos Akadémia Biológiai Tudományok Osztályának közleményei, 1953. 4. sz. 393-432. p.
- A fotoszintézis jelentősége a vizek potenciális termelésének meghatározásakor. [Budapest] : Akadémiai Kiadó, 1955 ([Budapest] : Akadémiai Ny.). Különlenyomat a Magyar Tudományos Akadémia Biológiai és Orvosi Tudományok Osztályának Közleményeiből.